# Der Pianist
Der Pianist ist ein Filmdrama von Roman Polański nach der im Jahr 1946 publizierten Autobiografie Der Pianist – mein wunderbares Überleben (Originaltitel: Śmierć miasta) des polnischen Pianisten und Komponisten Władysław Szpilman. Der Film, die Darsteller und die Filmcrew wurden mit diversen Filmpreisen ausgezeichnet, unter anderem mit drei Oscars in den Kategorien „Beste Regie“, „Bester Hauptdarsteller“ (Adrien Brody) sowie „Bestes adaptiertes Drehbuch“.

## Handlung
Der Film beginnt mit Originalaufnahmen des Warschauer Straßenlebens aus dem Jahr 1939. Władysław Szpilman ist ein herausragender und in Warschau hochangesehener polnisch-jüdischer Pianist. Es ist der 3. September 1939: Szpilmans Studioarbeit wird durch die Bombardierung Warschaus durch die deutsche Luftwaffe unterbrochen. Szpilmans besorgte Familie, bestehend aus dem Vater, der Mutter, den Schwestern Regina und Halina und dem Bruder Henryk, hört am Radio sitzend, dass Großbritannien dem Deutschen Reich den Krieg erklärt hat. Man hofft, dass sich alles bald zum Guten wenden wird.
Infolge der deutschen Belagerung von Warschau wird das Leben besonders für die Juden unerträglich. Die deutsche Besatzungsmacht entwickelt immer weitere Schikanen, vor allem für die Juden. Auf der Straße sind sie der Willkür der Besatzungssoldaten ausgesetzt. Nach einer Weile müssen die Szpilmans ins Warschauer Ghetto übersiedeln. Dort geht es für die Familie bald ums nackte Überleben. Während einige Ghettobewohner sich mit Schwarzarbeit oder der Arbeit im jüdischen Ordnungsdienst über Wasser halten, sind die Szpilmans wegen ihrer Naivität und ihres Stolzes vom Verhungern bedroht. Sie werden Zeugen des Elends des Ghettolebens, von Demütigungen der Bewohner und willkürlichen Morden durch die deutschen Soldaten. Władysław Szpilmans gute Beziehungen zu einem einflussreichen jüdischen Polizisten retten seinem Bruder vorerst das Leben.
Eines Tages werden die Bewohner des Ghettos auf dem Umschlagplatz versammelt. Von dort aus erfolgt der Abtransport in das Vernichtungslager Treblinka. Dort werden seine Eltern und Geschwister ermordet. Dank der spontanen Hilfe eines Mitglieds des jüdischen Ordnungsdienstes entgeht Szpilman dem Abtransport, gehört nun aber zu den Zwangsarbeitern, die unter strenger Bewachung in Betrieben außerhalb des Ghettos arbeiten müssen. Dies nutzt er, um Pistolen für Mitglieder der jüdischen Widerstandsbewegung in das Ghetto zu schmuggeln. Später gelingt ihm die Flucht aus dem Ghetto.
Szpilman kann den Beginn des Aufstandes im Ghetto am 19. April 1943 von einem Versteck aus beobachten. Um nicht gefasst zu werden, muss er das Versteck wechseln. Er leidet Hunger und erkrankt, wird aber von einem polnischen Arzt behandelt. Während eines Gefechts zwischen Deutschen und Polen während des Warschauer Aufstandes wird sein Versteck beschossen. Er flieht erneut, irrt durch die völlig zerstörte Stadt und versteckt sich in einem Haus. Dort hört er die Klänge von Beethovens Mondscheinsonate. Nachdem es Nacht geworden ist, entdeckt ihn der deutsche Offizier Wilm Hosenfeld.
Hosenfeld bittet Szpilman, ihm etwas auf dem Flügel vorzuspielen. Der Pianist spielt minutenlang Auszüge aus der Ballade Nr. 1 in g-moll (Op. 23) von Chopin und Hosenfeld hört sichtlich bewegt zu. Ab diesem Zeitpunkt bis zum Rückzug der Deutschen Ende 1944 versorgt Hosenfeld Szpilman in seinem Versteck mit Lebensmitteln. Bei seinem Abschied schenkt er dem Pianisten noch seinen Offiziersmantel, der jenem beim Einmarsch der Roten Armee in Warschau fast noch zum Verhängnis wird.
Hosenfeld gerät in sowjetische Gefangenschaft und sieht einen befreiten polnischen Häftling, der gerade in einer Kolonne am Gefangenenlager vorbeigeht und die deutschen Gefangenen beschimpft. Dadurch erfährt Hosenfeld, dass der Pole ein Musiker ist, der Szpilman kennt, und bittet ihn um dessen Fürsprache. Er verrät ihm auch seinen Nachnamen, aber der polnische Musiker versteht ihn nicht. Der Offizier will seinen Namen noch einmal wiederholen, doch ein sowjetischer Wachsoldat unterbindet das Gespräch, sodass der Musiker den Namen Hosenfelds nicht erfährt. 
Ein paar Jahre später ist Szpilman wieder im Rundfunk als Pianist tätig, als er Besuch von dem polnischen Häftling bekommt, dem Hosenfeld seinen Nachnamen verraten hat. Der Musiker bringt Szpilman zum Ort, wo er Hosenfeld kurz getroffen hat und verspricht, dass er sich in einer Fabrik umhören wird, was aus dem Offizier geworden ist. 
In der letzten Szene sieht man den berühmten Pianisten in einem Orchester Klavier spielen, danach folgt ein kurzer Nachbericht, was aus Szpilman und Wilm Hosenfeld wurde. 

## Produktion

### Produktionsnotizen, Veröffentlichung

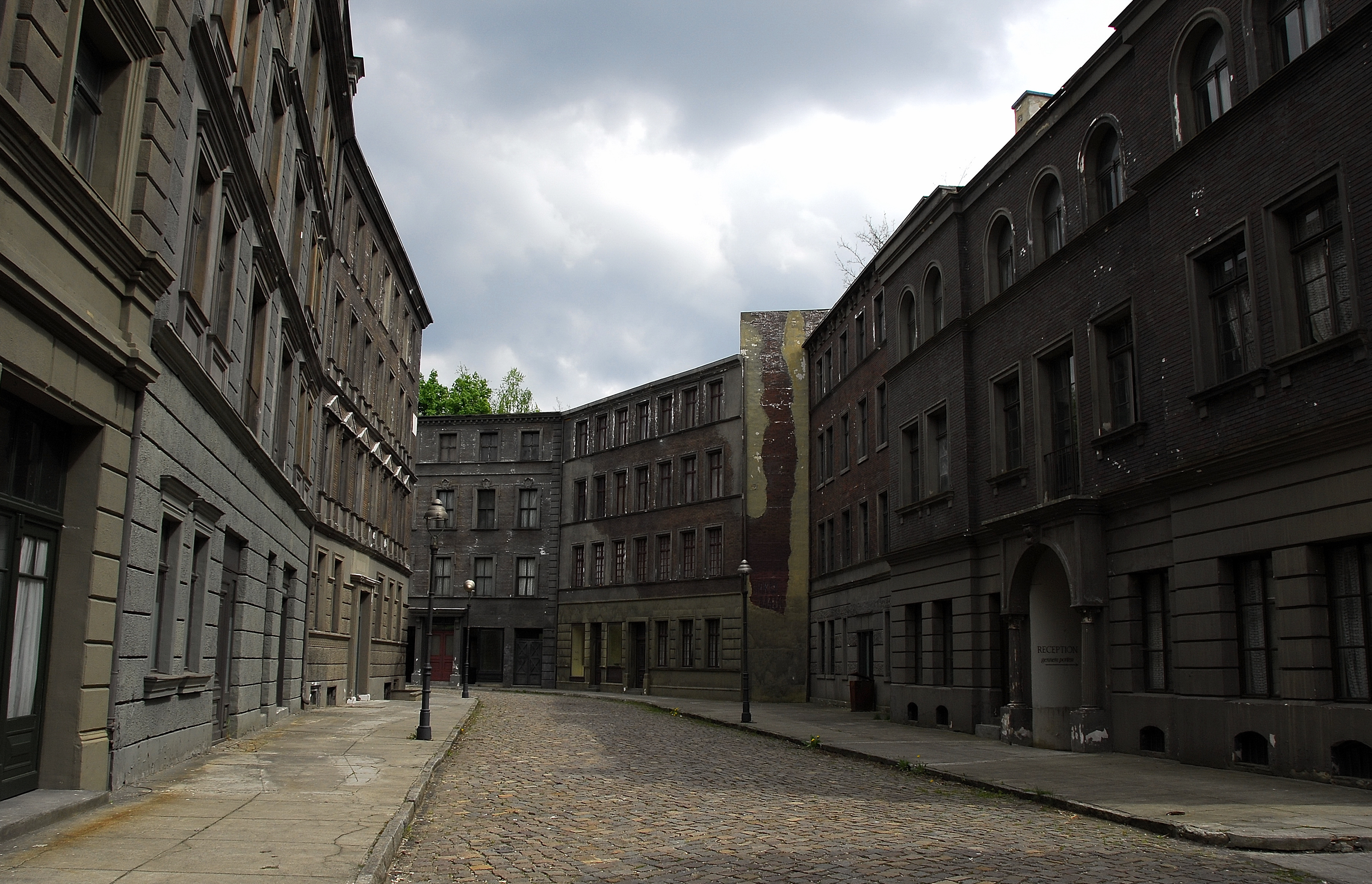
Die Dreharbeiten fanden unter anderem in Babelsberg statt

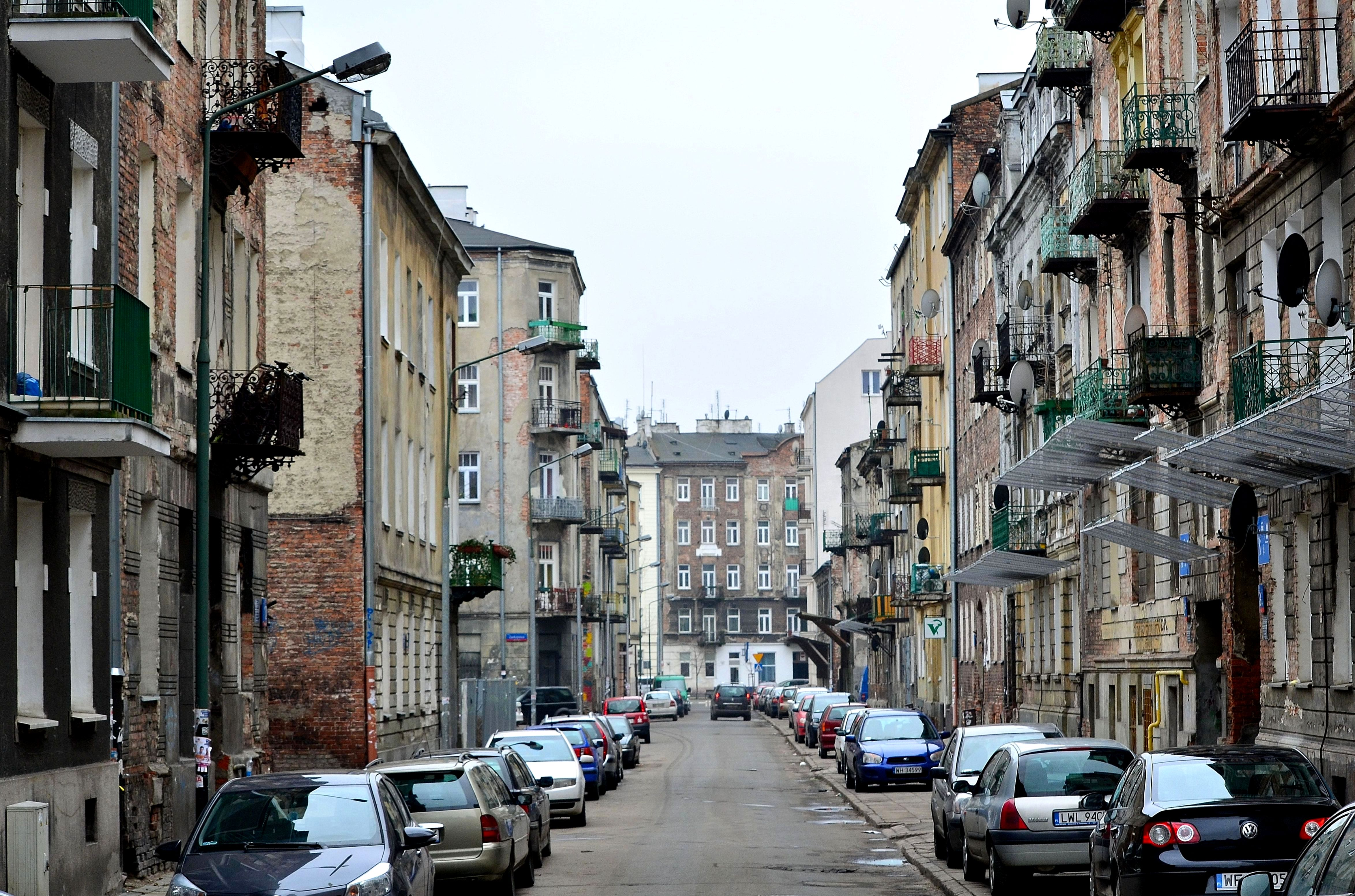
Mala-Straße im Warschauer Stadtteil Praga, wo einige Szenen gedreht wurden

Der Pianist wurde in Deutschland in Babelsberg, Berlin, Beelitz und Jüterbog gedreht. In Polen wurde in Warschau und Kobyłka gedreht. Die in Warschau spielenden Straßenszenen wurden tatsächlich überwiegend im Stadtteil Praga gedreht, wo die alte Bausubstanz erhalten geblieben ist. Die gegen Ende des Films zu sehenden Ruinen waren keine Kulissen, sondern echte Ruinen: Gedreht wurden diese Szenen in verlassenen, ohnehin zum Abriss vorgesehenen Kasernen der Roten Armee in Jüterbog. Eigens für die Dreharbeiten wurden etliche Häuser noch weiter demoliert.
Die Dreharbeiten zur Verfilmung von Władysław Szpilmans Leben begannen ein halbes Jahr nach seinem Tod am 19. Februar 2001 und endeten im Juli 2001. Das Budget wurde auf 35 Millionen US-Dollar geschätzt. Der Film feierte seine Premiere am 24. Mai 2002 bei den Internationalen Filmfestspielen von Cannes. Es folgten weitere Vorführungen bei diversen internationalen Filmfestivals. In Polen war der Film ab dem 6. September 2002 zu sehen. In der Schweiz lief er am 10. Oktober 2002 an. In Deutschland wurde er ab dem 24. Oktober 2002 gezeigt, in Österreich einen Tag später. In den US-amerikanischen Kinos lief der Film am 3. Januar 2003 an.

### Erfolg
Am Eröffnungswochenende spielte der Film in den USA gut 111.000 US-Dollar ein. Bis Anfang Juni 2008 wurden in den USA 32,5 Millionen US-Dollar eingenommen. In Polen wurden bis Anfang Oktober 2002 über 11,5 Millionen Złoty, umgerechnet über 3,6 Millionen US-Dollar, eingespielt. Weltweit konnten Einnahmen von über 120 Millionen US-Dollar erzielt werden. An den deutschen Kinokassen wurden bis Mitte Mai 2003 über 800.000 Zuschauer gezählt. Die Einnahmen der niederländischen Premiere wurden dem Anne-Frank-Haus gespendet.

### Hintergrund
Regisseur Roman Polański überlebte als Kind das Krakauer Ghetto und verlor seine Mutter im KZ Auschwitz-Birkenau. Sein Vater überlebte das KZ Mauthausen. Während der Dreharbeiten in Krakau traf Polański einen Mann, der seiner Familie geholfen hatte, den Zweiten Weltkrieg zu überleben.
Für die Rolle des Władysław Szpilman sprachen 1.400 Schauspieler bei einem Casting in London vor. Letztlich entschied sich Polański gegen sämtliche dieser Schauspieler und für Adrien Brody, den er bei den Dreharbeiten zu Das Halsband der Königin in Paris gesehen hatte. Hauptdarsteller Brody lernte für seine Rolle eigens etwas Klavier spielen und nahm rund 14 kg ab. Um sich für seine Rolle mit dem Gefühl des Verlustes vertraut zu machen, gab er sein Apartment auf, verkaufte sein Auto und schaute kein Fernsehen mehr. Adrien Brody und Thomas Kretschmann standen 2005 in King Kong erneut gemeinsam vor der Kamera.
Axel Prahl spielt eine Nebenrolle als deutscher Soldat. Daniel Szpilman, der Enkel von Władysław Szpilman, spielt den Jungen im Ghetto, der zunächst am Marktplatz und später am Umschlagplatz zu sehen ist.
Während der Dreharbeiten verstarb Rainer Schaper am 7. März 2001 in Berlin im Alter von 51 Jahren an einem Hirninfarkt. Daraufhin wurden die Dreharbeiten für einen Tag ausgesetzt und der Film wurde dem Produzenten gewidmet.
Die Handlung enthält einen vorgreifenden Anachronismus: Während die Familie Szpilman im Rundfunk die Kriegserklärung Großbritanniens an das Deutsche Reich mithört, ertönt kurzzeitig eine Rede von Joseph Goebbels. Der Ausschnitt stammt aus der Sportpalastrede, die 1943, nicht 1939 gehalten wurde.
Nachforschungen belegen, dass der Offizier Wilm Hosenfeld auch anderen Juden geholfen hat. 2008 wurde er mit dem polnischen Orden Polonia Restituta geehrt. Im Dezember 2008 folgte die Anerkennung von Yad Vashem.

## Synchronisation
Die Synchronisation erfolgte durch die Synchronisationsfirma Studio Babelsberg nach einem Dialogbuch von Heinz Freitag, der zugleich die Dialogregie übernahm.
| Rolle                       | Schauspieler         | Synchronsprecher   |
| --------------------------- | -------------------- | ------------------ |
| Władysław Szpilman          | Adrien Brody         | Stephan Schwartz   |
| Hauptmann Wilm Hosenfeld    | Thomas Kretschmann   | Thomas Kretschmann |
| Benek                       | Andrzej Blumenfeld   | Erich Räuker       |
| Dorota                      | Emilia Fox           | Bettina Weiß       |
| Dorotas Ehemann             | Valentine Pelka      | Udo Schenk         |
| Dr. Luczak                  | Tom Strauss          | Werner Ehrlicher   |
| Halina                      | Jessica Kate Meyer   | Marie Bierstedt    |
| Henryk                      | Ed Stoppard          | Norman Matt        |
| Itzak Heller                | Roy Smiles           | Bernd Vollbrecht   |
| Janina                      | Ruth Platt           | Diana Borgwardt    |
| Janinas Ehemann             | Ronan Vibert         | Peter Reinhardt    |
| Jurek                       | Michał Żebrowski     | Viktor Neumann     |
| Majorek                     | Daniel Caltagirone   | Peter Flechtner    |
| Mann an der Straßenkreuzung | Anthony Milner       | Eberhard Prüter    |
| Marik Gebczynski            | Krzysztof Pieczyński | Frank-Otto Schenk  |
| Mutter                      | Maureen Lipman       | Regine Albrecht    |
| Regina                      | Julia Rayner         | Sabine Arnhold     |
| Szalas                      | Andrew Tiernan       | Gerald Paradies    |
| Vater                       | Frank Finlay         | Uli Krohm          |
| Yehuda                      | Paul Bradley         | Jörg Hengstler     |

## Kritiken
In der Frankfurter Allgemeinen Zeitung war zu lesen: „Die ungestörte Makellosigkeit der wehmütigen Klänge Chopins bildet in Polanskis Film den dramaturgisch extrem wirkungsmächtigen Hintergrund für einen Film, der aus lauter Schocks besteht. Die Musik macht sie für uns erträglich wie für den von Adrien Brody gespielten polnischen Pianisten Wladyslaw Szpilman, der das Getto überlebt so wie die Musik die Barbarei überdauert: ohne heldenhaftes Pathos, aber mit menschlicher Zähigkeit. Diese wahre Geschichte – Szpilman gab Konzerte im Warschauer Getto, als unser Rezensent Marcel Reich-Ranicki dort Musikkritiken schrieb – gibt der Film mit dokumentarischer Genauigkeit wieder.“
Marcel Reich-Ranicki schrieb: „Was ich nie zu hoffen wagte, das ist Roman Polanski hier gelungen – Sein Film ‚Der Pianist‘ ist eine fast unfaßbar authentische Wiedergabe unseres Alltags im Warschauer Getto.“ Zur Leistung des Hauptdarstellers äußerte Ranicki: „Adrien Brody gibt den gedemütigten Künstler, den gequälten und drangsalierten Juden mit äußerster Intensität. Er vergegenwärtigt […] die schreckliche Einsamkeit dessen, der, außerhalb des Gettos gejagt, offenbar in die Nähe der geistigen Verwirrung gerät. Das Drehbuch riskiert es, ihn in mehreren ähnlichen Situationen zu zeigen, doch läßt Brody keine Monotonie aufkommen. Der fliehende Pianist Szpilman ist in jedem Augenblick vollkommen glaubwürdig.“ Der Kritiker endet mit den Worten: „Und Polanski hat es – das immer wieder verwendete Wort – hier sei es mir erlaubt: Er hat es meisterhaft gemacht.“

„Die authentische Geschichte dient Regisseur Roman Polanski auch zur Bewältigung seiner eigenen Vergangenheit, wobei seine beachtliche, um Wirklichkeitsnähe bemühte Inszenierung gerade dadurch nicht immer den zu Stereotypen erstarrten Bildern des Holocausts entgeht.“

„Mit fast dokumentarisch wirkenden Bildern lässt Polanski hier episodenhaft noch einmal die düstere Ghetto-Zeit aufleben. Dank der starken Darsteller kann man die ein oder andere dramaturgisch in die Länge gezogene Szene durchaus verzeihen. Die Goldene Palme von Cannes ist wohl auch als Würdigung des Lebenswerkes Polanskis zu verstehen, der hier nicht zuletzt als Überlebender des Ghettos von Krakau auch einen Teil der eigenen Vergangenheit aufgearbeitet hat. Der brillant aufspielende Adrien Brody erhielt 2003 für seine Rolle des Szpilman den Oscar als bester Hauptdarsteller.“

„‚Wie schön darf ein Holocaustfilm sein?‘ Wird hier nicht die Trauer, der symbiotische Schmerz, das bildhafte Mitleiden zu einem ästhetischen Genuss? Der Film gibt auf diese Frage keine Antwort. Aber er ist eine Antwort. In einer langen Kette von Filmen, die das individuelle Leben gegenüber der Ikonografie erretten wollen, ist er möglicherweise der schönste, weil er so viel Erfahrungen und Schmerzen des Kinos bei der Suche nach dem verlorenen Menschenbild in der Ikonografie des Grauens zusammenfasst.“

## Auszeichnungen (Auswahl)

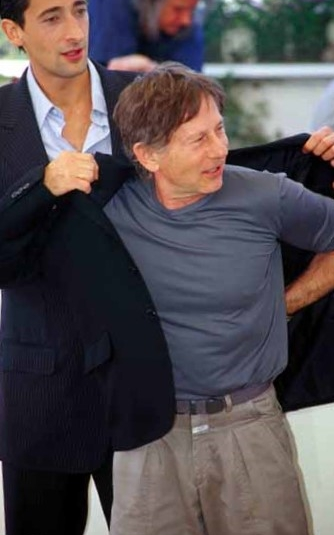
Roman Polański, dahinter Adrien Brody, Cannes 2002

Der Film, die Darsteller und die Filmcrew wurden mit diversen Filmpreisen ausgezeichnet.
- Goldene Palme auf dem Filmfestival Cannes 2002 als bester Film des Festivals
- Europäischer Filmpreis für die beste Kamera an Paweł Edelman
- Sieben Césars in den Kategorien: „Bester Film des Jahres“, „Bester Hauptdarsteller“, „Bester Regisseur“, „Beste Kamera“, „Beste Musik“, „Bestes Szenenbild“ (Allan Starski) und „Bester Ton“. Drei weitere Nominierungen erfolgten in den Kategorien „Bester Schnitt“, „Bestes Drehbuch“ und „Beste Kostüme“. Der Pianist erhielt als erster Film überhaupt die Auszeichnung in der Kategorie „Bester Film“, ohne dass Französisch eine der Originalsprachen ist.[5]
- In allen 13 Kategorien für den Polnischen Filmpreis nominiert bei acht Auszeichnungen: „Bester Film“, „Beste Regie“, „Beste Kamera“, „Beste Filmmusik“, „Bester Ton“, „Bester Schnitt“, „Beste Ausstattung“ und Beste Kostüme.
- David di Donatello in der Kategorie „Bester ausländischer Film“
- Oscars in den Kategorien „Beste Regie“ (Roman Polański), „Bester Hauptdarsteller“ (Adrien Brody), „Bestes adaptiertes Drehbuch“ (Ronald Harwood), sowie Nominierungen in den Kategorien „Bester Film“, „Beste Kamera“, „Beste Kostüme“ (Anna B. Sheppard) und „Bester Schnitt“. Adrien Brody war mit seinen zu der Zeit 29 Jahren der bislang jüngste Schauspieler, der den Oscar in dieser Hauptkategorie erhielt.[5]
- Golden-Globe-Nominierungen für den Golden Globe Award in der Kategorie „Bester Film – Drama“ sowie für Adrien Brody in der Kategorie  „Bester Hauptdarsteller in einem Drama“.
- diverse weitere Preise in den USA von unterschiedlichen Institutionen
- DVD Champion in der Kategorie Publikumspreis
- Deutscher Preis für Synchron, herausragende Bearbeitung für das Gesamtwerk (Studio Babelsberg, Herstellungsleitung: Christa Kistner)
- Die Deutsche Film- und Medienbewertung FBW in Wiesbaden verlieh dem Film das Prädikat besonders wertvoll.

Die Nationale Gesellschaft der Filmkritiker in Amerika kürte Polańskis Werk zum besten Film des Jahres 2002.
2016 belegte Der Pianist bei einer Umfrage der BBC zu den 100 bedeutendsten Filmen des 21. Jahrhunderts den 90. Platz.